# Imagologia
L'imagologia è lo studio delle immagini, dei pregiudizi, dei cliché, degli stereotipi di una determinata cultura vista dalla prospettiva dell'Altro. È un campo di studio della comparativistica letteraria sviluppatosi originariamente in Francia grazie al contributo di studiosi della littérature comparée, che lo assunsero come metodo caratterizzante, a iniziare dal testo di Jean-Marie Carré Le écrivans francais et le mirage allemand e dal capitolo conclusivo del manuale di Marius-François Guyard Le littérature comparée (1951).
Chevrel dice che la letteratura comparata basa la sua essenza su questa disciplina; l'imagologia viene soprattutto studiata nella letteratura comparata in quanto riesce a determinare il rapporto che un popolo può avere con un altro.
L'imagologia, fondandosi su questi presupposti, avvicina ai codici simbolici dell'altro e si costituisce come metodologia critica per accedere al suo immaginario. Questo rapporto è antico e si afferma nel momento in cui si afferma una popolazione in quanto un determinato popolo, entità nazionale, si autodetermina nel momento in cui definisce l'altro, in un rapporto dialogico-differenziale, come afferma Hugo Dyserinck. 
Già nell'antichità gli scrittori parlavano dell'immagine dell'altro: Erodoto descriveva gli altri popoli per accentuare la perfezione ateniese; Tacito descriveva il popolo dei Germani come un popolo fiero e incorruttibile, un mito che serviva ad allarmare i romani per le qualità dei loro nemici. 
L'interesse principale dell'imagologia è risalire al valore ideologico e politico che certi aspetti di un'opera letteraria possano avere.
Studiosi importanti dell'imagologia sono Hugo Dyserinck e Daniel-Henri Pageaux che hanno dato una svolta a questa disciplina studiando le images e i mirages che fanno parte di un'imagerie culturelle, ovvero le immagini negative o positive di un immaginario collettivo al cui interno si formano miti e stereotipi. 
Pageaux procede con un metodo semiotico-strutturale, individuando prima le parole chiave di un determinato testo letterario, esaminando la strategia linguistica che ha scelto l'autore che può essere di estraniamento o di assimilazione, e infine studiandone le coordinate spaziali e temporali, conducendo un'analisi antropologica. Pageaux afferma che nel rapporto con l'altro ci può essere assimilazione quando si ha una considerazione positiva di una determinata cultura (ad esempio Goethe e l'interesse dei romanzi giapponesi) o ci può essere straniamento quando si ha sorta di distacco nei confronti dell'altro. Questi rapporti possono avere connotati estremi quali fobia e mania (nel primo caso c'è l'estraneamento eccessivo e nel secondo caso c'è un'enfatizzazione esagerata) che portano alla nascita di stereotipi. Gli stereotipi sono dei segnali di senso generale che vengono attribuiti a semplici fatti che vengono considerati fenomeni.